# Камила Гребе
Камила Гребе (на английски: Camilla Grebe) е шведска писателка на произведения в жанра криминален роман и трилър.

## Биография и творчество
Камила Кристина Гребе е родена на 20 март 1968 г. в енория Енскеде на Стокхолмската епархия, Стокхолм, Швеция. Сестра ѝ е психоложката Оса Треф. Получава магистърска степен по икономика от Стокхолмското училище по икономика.
След дипломирането си става съосновател на шведското издателство за аудио книги „Storyside“, в което е главен изпълнителен директор и издател в началото на 2000-те години. После работи като маркетинг мениджър в „Lernia“, като главен изпълнителен директор на едно от дъщерните дружества на „Vin & Sprit“, и като управленски консултант в телекомуникационната индустрия.
Първият ѝ роман „Не се страхувай от мрака“ от поредицата „Сири Бергман“, който пише в съавторство със сестра си Оса Треф, е издаден през 2009 г. Главна героиня е психоложката Сири Бергман, която работи до изнемога в малка частна практика с още двама колеги, и живее самотно в къща извън Стокхолм. Нейни пациенти започват да умират един след друг, и самата тя е заподозряна, а тя чувства, че някой я дебне. Романът става бестселър и я прави известна. Вторият и третият романи от поредицата, „Горчив от смъртта“ и „Преди да умреш“, са номинирани за наградата на Шведската академия за криминална литература за най-добър шведски криминален роман.
През 2013 г. е издадена първата част „Dirigenten från Sankt Petersburg“ (Диригентът от Санкт Петербург), от трилогията трилъри „Москва Ноар“, в съавторство с шведския финансист, оперирал на руския финансов пазар в началото на 90-те години, Пол Леандър Енгстрьом. Историята се развива в Москва в началото на 21-ви век, и една невинна търговия хвърля шведския инвестиционен банкер Том Бликсен в битка с милионери, политици, олигарси и техните частни армии. През 2018 г. романът е екранизиран във филма „Диригентът“ с участието на Адам Полсон и Каролина Грушка.
През 2015 г. е издаден самостоятелния ѝ психологически трилър „Върху тънък лед“ от поредицата „Момичетата и тъмнината“. В зимния студ на Стокхолм инспектор Петер Линдгрен разследва жестоко убийство, свързано с неразрешен случай отпреди 10 години. Заподозрян е бизнесмена Йеспер Оре, който е имал страстна тайна връзка със служителката си Ема Боман, но сега той е в неизвестност. За да разреши случая инспекторът се обръща към профайлърката Хане Лагерлинд-Шон. През 2017 г. е издаден вторият трилър от поредицата „Husdjuret“ (Домашният любимец). В историята психоложката и профайлър Хане Лагерлинд-Шон е открита безпаметна и наранена в гора в Ормберг. Местният тийнейджър Джейк Биргерсон открива дневника ѝ и след като е открита друга жертва в гората той се свързва с Хане, за да спрат убиеца. Романът получава наградата на Шведската академия на криминалните писатели за най-добър шведски криминален роман, и наградата „Стъклен ключ“ за най-добър скандинавски криминален роман. През 2019 г. е издаден трилърът ѝ „Skuggjägaren“ (Ловецът на сенки). През 1944 г. мъртва жена е намерена закована на пода в Клараквартерен в Стокхолм, а 30 години по-късно друга жена е намерена убита по същия начин там. Залавянето на убиеца носи фатални последици за следователите преди и сега. Романът печели наградата на Шведската академия на криминалните писатели и наградата „Стъклен ключ“ за най-добър скандинавски криминален роман.
Камила Гребе живее със семейството си в Стокхолм.

## Произведения

### Самостоятелни романи
- Alla ljuger (2021)

### Серия „Сири Бергман“ (Siri Bergman) – с Оса Треф
1. Någon sorts frid (2009)
Не се страхувай от мрака, изд. „Ергон“ (2013), прев. Диана Райкова
2. Bittrare än döden (2010)
3. Innan du dog (2012)
4. Mannen utan hjärta (2013)
5. Eld och djupa vatten (2015)

### Серия „Москва Ноар“ (Moskva Noir) – с Пол Леандър Енгстрьом
1. Dirigenten från Sankt Petersburg (2013)
2. Handlaren från Omsk (2014)
3. Den sovande spionen (2016)

### Серия „Момичетата и тъмнината“ (Flickorna och mörkret)
1. Älskaren från huvudkontoret (2015)
Върху тънък лед, изд.: ИК „ЕРА“, София (2017), прев. Юлия Чернева
2. Husdjuret (2017)
3. Dvalan (2018)
4. Skuggjägaren (2019) - награда „Стъклен ключ“

### Серия „Великденски престъпления“ (Gyldendals påskekrim)
съвместна серия с други писатели
- Gyldendals påskekrim 2021 (2021) – с Гюнар Столесен, Оса Треф, Хенинг Манкел, Крис Твед, Николай Фробениус

### Екранизации
- 2018 Dirigenten – тв сериал, 8 епизода, по романа „Dirigenten från Sankt Petersburg“